# Bertha Townsend
Bertha Louise Townsend Toulmin (* 7. März 1869 in Philadelphia; † 12. Mai 1909 in Haverford) war eine US-amerikanische Tennisspielerin.
Sie gewann das Dameneinzel bei den US-amerikanischen Tennismeisterschaften (heute: US Open) in den Jahren 1888 und 1889. 1889 gewann sie zudem das Damendoppel. Im Jahr 1890 konnte sie nochmals jeweils das Finale im Dameneinzel und Damendoppel erreichen.
Im Jahr 1974 wurde sie in die Hall of Fame des Tennissports aufgenommen.